# Permanent Private Hall
Un Permanent Private Hall (PPH) de la Universitat d'Oxford és una institució educativa de la universitat fundada per una denominació cristiana. Hi ha quatre Permanent Private Halls a la Universitat d'Oxford, tres dels quals admeten estudiants de grau. La principal diferència entre un college i un PPH és que mentre els primers són governats pels fellows del college, els PPH són governats, almenys parcialment, per la corresponent denominació cristiana.
Els estudiants dels PPH són membres de la Universitat d'Oxford i tenen accés a tots els serveis i activitats de la Universitat. El Regent's Park College és el PPH més gran i admet tant homes com dones de totes les edats. El St Benet's Hall només admetia homes, però actualment admet dones com a estudiants de postgrau i es preveu que també admeti dones com a estudiants de grau a partir del 2017. Blackfriars, St Stephen's House i Wycliffe Hall només accepten estudiants majors de 21 anys. El Campion Hall admet jesuïtes i sacerdots d'altres ordes i congregacions com a estudiants de postgrau. Ocasionalment admet estudiants laics i sacerdots d'altres esglésies.
En alguns casos, un Permanent Private Hall pot obtenir l'estatus de college. Els exemples més recents són Mansfield College (esdevingué un college el 1995) i Harris Manchester College (esdevingué un college el 1996). Per altra banda el hall de Greyfriars tancà al final del curs acadèmic 2007-08, ja que l'orde franciscà que el gestionava i finançava no podia mantenir-lo econòmicament. Els estudiant de Greyfriars van passar al Regent's Park College quan el primer va tancar.

## Permanent Private Halls de la Universitat d'Oxford
| Nom                   | Any de fundació         | PPH des de | Afiliació                                | Nombre d'estudiants (grau/postgrau/visitants) | Oferta acadèmica |
| --------------------- | ----------------------- | ---------- | ---------------------------------------- | --------------------------------------------- | --- |
| Blackfriars Hall      | 1221 — refundat el 1921 | 1994       | Església Catòlica Romana (Orde Dominicà) | 4/39/9                                        | Filosofia, Política i Economia; Filosofia i Teologia; Teologia |
| Campion Hall          | 1896                    | 1918       | Església Catòlica Romana (Orde Jesuïta)  | 0/9/0                                         | - |
| Regent's Park College | 1810                    | 1957       | Unió Baptista de Gran Bretanya           | 115/70/16                                     | Arqueologia Clàssica i Història Antiga; Clàssics; Clàssics i Anglès; Anglès; Geografia; Història; Història i Política; Dret; Filosofia i Teologia; Filosofia, Política i Economia; Teologia |
| Wycliffe Hall         | 1877                    | 1996       | Església d'Anglaterra (Evangèlica)       | 77/27/55                                      | Filosofia i Teologia; Teologia |

### Antics Permanent Private Halls
| Nom                | Any de fundació         | PPH des de | Afiliació                                 | Estatus actual                                 |
| ------------------ | ----------------------- | ---------- | ----------------------------------------- | ---------------------------------------------- |
| Mansfield College  | 1886                    | 1955       | Incomformista                             | Esdevingué un college el 1995                  |
| Harris Manchester  | 1889                    | 1990       | Incomformista                             | Esdevingué un college el 1996                  |
| Greyfriars Hall    | 1224 - refundat el 1910 | 1957       | Església Catòlica Romana (Orde franciscà) | Tancà el 2008                                  |
| St Benet's Hall    | 1897                    | 1918       | Església Catòlica Romana (Orde Benedictí) | Tancà el 2022                                  |
| St Stephen's House | 1876                    | 2003       | Església d'Anglaterra (Evangelicalisme)   | Continua sent un college teològic des del 2023 |